# Campionato europeo femminile under 16 di pallavolo 2017
Il campionato europeo femminile under 16 di pallavolo 2017 si è svolto dal 21 al 29 luglio a Samokov e Sofia, in Bulgaria: al torneo hanno partecipato dodici squadre nazionali under 16 europee e la vittoria finale è andata per la prima volta all'Italia.

## Qualificazioni
Al torneo hanno partecipato: le nazionale del paese organizzatore e undici nazionali qualificate tramite il torneo di qualificazione.

## Impianti
|                                                                 |                                                               |  |
|                                                                 |                                                               |  |
| Arena Samokov Città: Samokov Capienza: 2 500 Anno d'apertura: - | Hristo Botev Hall Città: Sofia Capienza: - Anno d'apertura: - |  |

## Regolamento

### Formula
Le squadre hanno disputato una prima fase a gironi con formula del girone all'italiana; al termine della prima fase:
- Le prime due classificate di ogni girone hanno acceduto alla fase finale per il primo posto strutturata in semifinali, finale per il terzo posto e finale.
- La seconda e la terza classificata di ogni girone hanno acceduto alla finale per il quinto posto strutturata in semifinali, finale per il settimo posto e finale per il quinto posto.

### Criteri di classifica
Se il risultato finale è stato di 3-0 o 3-1 sono stati assegnati 3 punti alla squadra vincente e 0 a quella sconfitta, se il risultato finale è stato di 3-2 sono stati assegnati 2 punti alla squadra vincente e 1 a quella sconfitta.
L'ordine del posizionamento in classifica è stato definito in base a:
- Numero di partite vinte;
- Punti;
- Ratio dei set vinti/persi;
- Ratio dei punti realizzati/subiti;
- Risultati degli scontri diretti.

## Squadre partecipanti
| Squadra     | Qualificazione                                | Ultima partecipazione |
| ----------- | --------------------------------------------- | --------------------- |
| Belgio      | 1ª al torneo di qualificazione (girone C)     | Debutto               |
| Bielorussia | 1ª al torneo di qualificazione (girone A)     | Debutto               |
| Bulgaria    | Paese organizzatore                           | Debutto               |
| Danimarca   | 1ª al torneo di qualificazione (girone C)     | Debutto               |
| Finlandia   | 1ª al torneo di qualificazione (girone NEVZA) | Debutto               |
| Grecia      | 1ª al torneo di qualificazione (girone B)     | Debutto               |
| Italia      | 1ª al torneo di qualificazione (girone WEVZA) | Debutto               |
| Paesi Bassi | 1ª al torneo di qualificazione (girone D)     | Debutto               |
| Rep. Ceca   | 1ª al torneo di qualificazione (girone MEVZA) | Debutto               |
| Romania     | 2ª al torneo di qualificazione (girone B)     | Debutto               |
| Russia      | 1ª al torneo di qualificazione (girone EEVZA) | Debutto               |
| Turchia     | 1ª al torneo di qualificazione (girone BVA)   | Debutto               |

## Torneo

### Fase a gironi
| Girone I    | Girone II   |
| ----------- | ----------- |
| Bulgaria    | Belgio      |
| Danimarca   | Bielorussia |
| Finlandia   | Rep. Ceca   |
| Grecia      | Romania     |
| Italia      | Russia      |
| Paesi Bassi | Turchia     |

#### Girone I

##### Risultati
| 21 luglio 2017 Hristo Botev Hall, Sofia Durata: 1h:46 - Spettatori: 100 | Grecia      | 1 - 3 | Danimarca   | 25-27, 16-25, 25-12, 22-25 |
| 21 luglio 2017 Hristo Botev Hall, Sofia Durata: 1h:18 - Spettatori: 300 | Bulgaria    | 1 - 3 | Italia      | 17-25, 25-21, 10-25, 12-25 |
| 21 luglio 2017 Hristo Botev Hall, Sofia Durata: 1h:15 - Spettatori: 80  | Finlandia   | 0 - 3 | Paesi Bassi | 22-25, 19-25, 21-25        |
| 22 luglio 2017 Hristo Botev Hall, Sofia Durata: 0h:58 - Spettatori: 50  | Italia      | 3 - 0 | Danimarca   | 25-14, 25-10, 25-11        |
| 22 luglio 2017 Hristo Botev Hall, Sofia Durata: 1h:24 - Spettatori: 300 | Bulgaria    | 3 - 0 | Finlandia   | 30-28, 25-20, 28-26        |
| 22 luglio 2017 Hristo Botev Hall, Sofia Durata: 1h:49 - Spettatori: 100 | Paesi Bassi | 3 - 1 | Grecia      | 25-17, 25-21, 23-25, 25-23 |
| 23 luglio 2017 Hristo Botev Hall, Sofia Durata: 1h:07 - Spettatori: 50  | Finlandia   | 0 - 3 | Italia      | 12-25, 12-25, 24-26        |
| 23 luglio 2017 Hristo Botev Hall, Sofia Durata: 1h:15 - Spettatori: 500 | Grecia      | 0 - 3 | Bulgaria    | 23-25, 15-25, 21-25        |
| 23 luglio 2017 Hristo Botev Hall, Sofia Durata: 1h:08 - Spettatori: 100 | Danimarca   | 0 - 3 | Paesi Bassi | 13-25, 21-25, 17-25        |
| 25 luglio 2017 Hristo Botev Hall, Sofia Durata: 1h:51 - Spettatori: 50  | Finlandia   | 1 - 3 | Grecia      | 18-25, 25-16, 21-25, 25-27 |
| 25 luglio 2017 Hristo Botev Hall, Sofia Durata: 1h:15 - Spettatori: 300 | Bulgaria    | 3 - 0 | Danimarca   | 25-20, 26-24, 25-18        |
| 25 luglio 2017 Hristo Botev Hall, Sofia Durata: 1h:11 - Spettatori: 100 | Italia      | 3 - 0 | Paesi Bassi | 25-21, 25-22, 25-14        |
| 26 luglio 2017 Hristo Botev Hall, Sofia Durata: 1h:07 - Spettatori: 60  | Danimarca   | 0 - 3 | Finlandia   | 21-25, 16-25, 6-25         |
| 26 luglio 2017 Hristo Botev Hall, Sofia Durata: 1h:15 - Spettatori: 100 | Grecia      | 0 - 3 | Italia      | 24-26, 9-25, 18-25         |
| 26 luglio 2017 Hristo Botev Hall, Sofia Durata: 1h:13 - Spettatori: 400 | Paesi Bassi | 0 - 3 | Bulgaria    | 23-25, 22-25, 21-25        |

##### Classifica
| Pos. | Squadra     | Pt | G | V | P | SV | SP | Ratio  | PF  | PS  | Ratio |
| ---- | ----------- | -- | - | - | - | -- | -- | ------ | --- | --- | ----- |
| 1.   | Italia      | 15 | 5 | 5 | 0 | 15 | 1  | 15,000 | 398 | 255 | 1,560 |
| 2.   | Bulgaria    | 12 | 5 | 4 | 1 | 13 | 3  | 4,333  | 373 | 357 | 1,044 |
| 3.   | Paesi Bassi | 9  | 5 | 3 | 2 | 9  | 7  | 1,285  | 371 | 349 | 1,063 |
| 4.   | Grecia      | 3  | 5 | 1 | 4 | 5  | 13 | 0,384  | 377 | 427 | 0,882 |
| 5.   | Finlandia   | 3  | 5 | 1 | 4 | 4  | 12 | 0,333  | 348 | 370 | 0,940 |
| 6.   | Danimarca   | 3  | 5 | 1 | 4 | 3  | 13 | 0,230  | 280 | 389 | 0,719 |

      Qualificata alle semifinali per il primo posto.
      Qualificata alle semifinali per il quinto posto.

#### Girone II

##### Risultati
| 21 luglio 2017 Arena Samokov, Samokov Durata: 1h:39 - Spettatori: 90 | Belgio      | 1 - 3 | Romania     | 22-25, 26-24, 14-25, 11-25        |
| 21 luglio 2017 Arena Samokov, Samokov Durata: 1h:16 - Spettatori: 80 | Bielorussia | 3 - 0 | Rep. Ceca   | 25-23, 25-16, 25-17               |
| 21 luglio 2017 Arena Samokov, Samokov Durata: 1h:52 - Spettatori: 80 | Russia      | 3 - 2 | Turchia     | 25-10, 23-25, 20-25, 25-13, 15-11 |
| 22 luglio 2017 Arena Samokov, Samokov Durata: 1h:58 - Spettatori: 50 | Rep. Ceca   | 2 - 3 | Romania     | 19-25, 17-25, 25-15, 25-19, 13-15 |
| 22 luglio 2017 Arena Samokov, Samokov Durata: 1h:53 - Spettatori: 70 | Bielorussia | 3 - 2 | Russia      | 25-23, 25-16, 15-25, 16-25, 17-15 |
| 22 luglio 2017 Arena Samokov, Samokov Durata: 1h:15 - Spettatori: 80 | Turchia     | 3 - 0 | Belgio      | 25-14, 25-14, 25-23               |
| 23 luglio 2017 Arena Samokov, Samokov Durata: 1h:09 - Spettatori: 60 | Russia      | 3 - 0 | Rep. Ceca   | 25-16, 25-15, 25-22               |
| 23 luglio 2017 Arena Samokov, Samokov Durata: 1h:51 - Spettatori: 80 | Belgio      | 2 - 3 | Bielorussia | 25-13, 16-25, 9-25, 25-19, 12-15  |
| 23 luglio 2017 Arena Samokov, Samokov Durata: 1h:45 - Spettatori: 70 | Romania     | 3 - 1 | Turchia     | 18-25, 25-22, 25-20, 25-22        |
| 25 luglio 2017 Arena Samokov, Samokov Durata: 1h:10 - Spettatori: 80 | Russia      | 3 - 0 | Belgio      | 25-22, 25-19, 25-13               |
| 25 luglio 2017 Arena Samokov, Samokov Durata: 1h:54 - Spettatori: 89 | Bielorussia | 3 - 2 | Romania     | 11-25, 25-22, 19-25, 25-20, 15-8  |
| 25 luglio 2017 Arena Samokov, Samokov Durata: 1h:45 - Spettatori: 90 | Rep. Ceca   | 1 - 3 | Turchia     | 25-23, 18-25, 21-25, 19-25        |
| 26 luglio 2017 Arena Samokov, Samokov Durata: 1h:42 - Spettatori: 65 | Romania     | 2 - 3 | Russia      | 25-22, 15-25, 8-25, 25-14, 10-15  |
| 26 luglio 2017 Arena Samokov, Samokov Durata: 1h:49 - Spettatori: 80 | Belgio      | 1 - 3 | Rep. Ceca   | 14-25, 25-20, 21-25, 22-25        |
| 26 luglio 2017 Arena Samokov, Samokov Durata: 1h:45 - Spettatori: 90 | Turchia     | 3 - 1 | Bielorussia | 25-21, 21-25, 25-22, 26-24        |

##### Classifica
| Pos. | Squadra     | Pt | G | V | P | SV | SP | Ratio | PF  | PS  | Ratio |
| ---- | ----------- | -- | - | - | - | -- | -- | ----- | --- | --- | ----- |
| 1.   | Russia      | 11 | 5 | 4 | 1 | 14 | 7  | 2,000 | 463 | 372 | 1,244 |
| 2.   | Bielorussia | 9  | 5 | 4 | 1 | 13 | 9  | 1,444 | 457 | 444 | 1,029 |
| 3.   | Turchia     | 10 | 5 | 3 | 2 | 12 | 8  | 1,500 | 443 | 428 | 1,035 |
| 4.   | Romania     | 10 | 5 | 3 | 2 | 13 | 10 | 1,300 | 474 | 457 | 1,037 |
| 5.   | Rep. Ceca   | 4  | 5 | 1 | 4 | 6  | 13 | 0,461 | 386 | 429 | 0,899 |
| 6.   | Belgio      | 1  | 5 | 0 | 5 | 4  | 15 | 0,266 | 348 | 441 | 0,789 |

      Qualificata alle semifinali per il primo posto.
      Qualificata alle semifinali per il quinto posto.

### Fase finale

#### Finali 1º e 3º posto
|  | Semifinali | Semifinali  | Semifinali |                 |    | Finale | Finale      | Finale |
|  |            |             |            |                 |    |        |             |        |
|  | 1I         | Italia      | 3          |                 |    |        |             |        |
|  | 1I         | Italia      | 3          |                 |    |        |             |        |
|  | 2II        | Bielorussia | 0          |                 |    |        |             |        |
|  | 2II        | Bielorussia | 0          |                 | 1I | Italia | 3           |        |
|  |            |             |            |                 | 1I | Italia | 3           |        |
|  |            |             |            |                 |    | 1II    | Russia      | 0      |
|  | 1II        | Russia      | 3          |                 |    | 1II    | Russia      | 0      |
|  | 1II        | Russia      | 3          |                 |    |        |             |        |
|  | 2I         | Bulgaria    | 2          |                 |    |        |             |        |
|  | 2I         | Bulgaria    | 2          | Finale 3° posto |    |        |             |        |
|  |            |             |            |                 |    |        |             |        |
|  |            |             |            |                 |    | 2II    | Bielorussia | 2      |
|  |            |             |            |                 |    | 2II    | Bielorussia | 2      |
|  |            |             |            |                 |    | 2I     | Bulgaria    | 3      |

##### Semifinali
| 28 luglio 2017 Hristo Botev Hall, Sofia Durata: 0h:56 - Spettatori: 200   | Italia | 3 - 0 | Bielorussia | 25-13, 25-6, 25-12                |
| 28 luglio 2017 Hristo Botev Hall, Sofia Durata: 1h:55 - Spettatori: 1 000 | Russia | 3 - 2 | Bulgaria    | 17-25, 25-21, 22-25, 25-21, 15-11 |

##### Finale 3º posto
| 29 luglio 2017 Hristo Botev Hall, Sofia Durata: 1h:48 - Spettatori: 400 | Bielorussia | 2 - 3 | Bulgaria | 25-20, 16-25, 14-25, 25-20, 13-15 |

##### Finale
| 29 luglio 2017 Hristo Botev Hall, Sofia Durata: 1h:24 - Spettatori: 800 | Italia | 3 - 0 | Russia | 25-22, 25-22, 25-17 |

#### Finali 5º e 7º posto
|  | Semifinali | Semifinali  | Semifinali |                 |    | Finale      | Finale  | Finale |
|  |            |             |            |                 |    |             |         |        |
|  | 3I         | Paesi Bassi | 3          |                 |    |             |         |        |
|  | 3I         | Paesi Bassi | 3          |                 |    |             |         |        |
|  | 4II        | Romania     | 1          |                 |    |             |         |        |
|  | 4II        | Romania     | 1          |                 | 3I | Paesi Bassi | 3       |        |
|  |            |             |            |                 | 3I | Paesi Bassi | 3       |        |
|  |            |             |            |                 |    | 3II         | Turchia | 1      |
|  | 4I         | Grecia      | 0          |                 |    | 3II         | Turchia | 1      |
|  | 4I         | Grecia      | 0          |                 |    |             |         |        |
|  | 3II        | Turchia     | 3          |                 |    |             |         |        |
|  | 3II        | Turchia     | 3          | Finale 3° posto |    |             |         |        |
|  |            |             |            |                 |    |             |         |        |
|  |            |             |            |                 |    | 4II         | Romania | 3      |
|  |            |             |            |                 |    | 4II         | Romania | 3      |
|  |            |             |            |                 |    | 4I          | Grecia  | 0      |

##### Semifinali
| 28 luglio 2017 Hristo Botev Hall, Sofia Durata: 1h:34 - Spettatori: 60 | Paesi Bassi | 3 - 1 | Romania | 25-14, 25-12, 24-26, 25-19 |
| 28 luglio 2017 Hristo Botev Hall, Sofia Durata: 1h:11 - Spettatori: 50 | Grecia      | 0 - 3 | Turchia | 12-25, 18-25, 16-25        |

##### Finale 7º posto
| 29 luglio 2017 Hristo Botev Hall, Sofia Durata: 1h:09 - Spettatori: 50 | Romania | 3 - 0 | Grecia | 25-15, 25-17, 25-13 |

##### Finale 5º posto
| 29 luglio 2017 Hristo Botev Hall, Sofia Durata: 1h:39 - Spettatori: 50 | Paesi Bassi | 3 - 1 | Turchia | 18-25, 29-27, 25-20, 25-18 |

## Podio

### Campione
Formazione: 1 Claudia Consoli, 2 Sophie Blasi, 3 Katarina Bulović, 4 Emma Cagnin, 6 Sara Cortella, 9 Giorgia Frosini, 10 Emma Graziani, 12 Francesca Magazza, 13 Sofia Monza, 14 Linda Nwakalor, 15 Loveth Omoruyi, 16 Laura Pasquino, CT: Pasquale D'Aniello

### Secondo posto
Formazione: 1 Elizaveta Kočurina, 2 Valerija Perova, 3 Marija Evič, 4 Polina Matveeva, 6 Anna Popova, 7 Elizaveta Goševa, 8 Vita Akimova, 9 Elizaveta Popova, 10 Ortal Ivgi, 11 Aleksandra Muruškina, 14 Elizaveta Apalikova, 17 Tat'jana Kadočkina, CT: Svetlana Safranova

### Terzo posto
Formazione: 1 Aleksandra Georgieva, 3 Mila Ilieva, 4 Monika Todorova, 5 Marija Jordanova, 6 Galina Karabaševa, 7 Joanna Atanasova, 8 Ailija Saševa, 9 Borislava Ličeva, 10 Nikol Dankinova, 11 Kristina Jordanova, 13 Merilin Nikolova, 16 Borijana Mileva, CT: Stojan Gunčev

## Classifica finale
| Pos     | Squadra     |
| ------- | ----------- |
| Oro     | Italia      |
| Argento | Russia      |
| Bronzo  | Bulgaria    |
| 4       | Bielorussia |
| 5       | Paesi Bassi |
| 6       | Turchia     |
| 7       | Romania     |
| 8       | Grecia      |
| 9       | Rep. Ceca   |
| 10      | Finlandia   |
| 11      | Danimarca   |
| 12      | Belgio      |

## Premi individuali
| Premio                 | Nome                 | Squadra     |
| ---------------------- | -------------------- | ----------- |
| MVP                    | Tat'jana Kadočkina   | Russia      |
| Miglior palleggiatrice | Sofia Monza          | Italia      |
| Miglior opposto        | Merilin Nikolova     | Bulgaria    |
| Miglior schiacciatrice | Aleksandra Georgieva | Bulgaria    |
| Miglior schiacciatrice | Ksenija Liabiodkina  | Bielorussia |
| Miglior centrale       | Claudia Consoli      | Italia      |
| Miglior centrale       | Elizaveta Kočurina   | Russia      |
| Miglior libero         | Francesca Magazza    | Italia      |